# La Reine (Québec)
Pour les articles homonymes, voir La Reine.
La Reine est une municipalité de la province de Québec (Canada), dans la municipalité régionale de comté d'Abitibi-Ouest de la région administrative Abitibi-Témiscamingue.
Dans l'extrémité ouest du Québec où le territoire de l'Abitibi touche à l'Ontario, on retrouve la petite localité de La Reine, distante d'environ 80 km de Rouyn-Noranda et de 20 km de La Sarre, plus au sud-est.

## Toponymie
Le premier nom du lieu où se trouve le village a été celui de sa gare, Okiko, en fonction du nom donné par les Anicinabek à la rivière La Reine, Okikodasik Sibi, qui signifie la rivière du pin gris en anicinapemowin. Le nom La Reine provient du régiment de la Reine qui a servi sous le général français Montcalm lors de la bataille du Carillon de 1758 et lors du siège de Québec de 1759. Ce régiment créé en 1634 a été nommé en l’honneur de la reine Anne d’Autriche, épouse du roi Louis XIII de France. Le nom de la municipalité a également été attribué à la rivière qui sillonne son territoire et le canton dans lequel elle se trouve.

## Histoire
- 1916 : Proclamation du canton de La Reine.
- 10 septembre 1917 : Constitution de la municipalité des cantons unis de La Reine-et-Desmeloizes-Partie-Ouest.
- 30 mai 1922 : Érection de la municipalité du village de La Reine.
- 26 février 1949 : Changement de dénomination pour "Municipalité de La Reine".
- 19 septembre 1981 : Regroupement de la municipalité de La Reine et du village de La Reine sous l'appellation de "Municipalité de la Reine".
- 1er janvier 1983 : Annexion d'une partie de La Reine par Dupuy.

## Gentilé
Les personnes qui habitent la municipalité de La Reine sont appelées «La Reinois» et «La Reinoise».

## Démographie
| 1991 | 1996 | 2001 | 2006 | 2011 | 2016 | 2021 |
| ---- | ---- | ---- | ---- | ---- | ---- | ---- |
| 473  | 437  | 386  | 362  | 340  | 339  | 307  |

## Administration
Les élections municipales se font en bloc pour le maire et les six conseillers.
| La Reine Maires depuis 2001                                                                                          |                      |         |          |
| Élection | Maire                | Qualité | Résultat |
| 2001 | Jacques Perreault    |         | Voir     |
| 2005 | Jacques Perreault    | Voir    |          |
| n/d | Jean-Guy Boulet      |         | Voir     |
| 2009 | Jean-Guy Boulet      | Voir    |          |
| 2013 | Jean-Guy Boulet      | Voir    |          |
| 2017 | Jean-Guy Boulet      | Voir    |          |
| 2021 | Fanny Dupras-Rossier |         | Voir     |
| Élection partielle en italique Depuis 2005, les élections sont simultanées dans toutes les municipalités québécoises |                      |         |          |